# 빈쑤이 철로
빈쑤이 철로(중국어: 濱綏鐵路)는 하얼빈시의 하얼빈 역과 쑤이펀허 시를 잇는 철도 노선이다. 이 노선은 원래 시베리아 횡단철도였던 동청 철도로 개통되었으며 빈저우 철로 구간과 이어져 러시아에서 블라디보스토크까지 바로 잇는 철도였다. 쑤이펀허에서는 지금도 러시아로 가는 국제 열차가 통행한다.

## 노선정보
- 구간과 거리: 하얼삔역―쑤이펀허역 544.5km
- 역수(驛數): 62개(양단역 포함)
- 궤도간격: 1,435mm(표준궤)
- 복선구간: 하얼삔역~무단장역
- 최소곡률반지름: 320m

## 지리

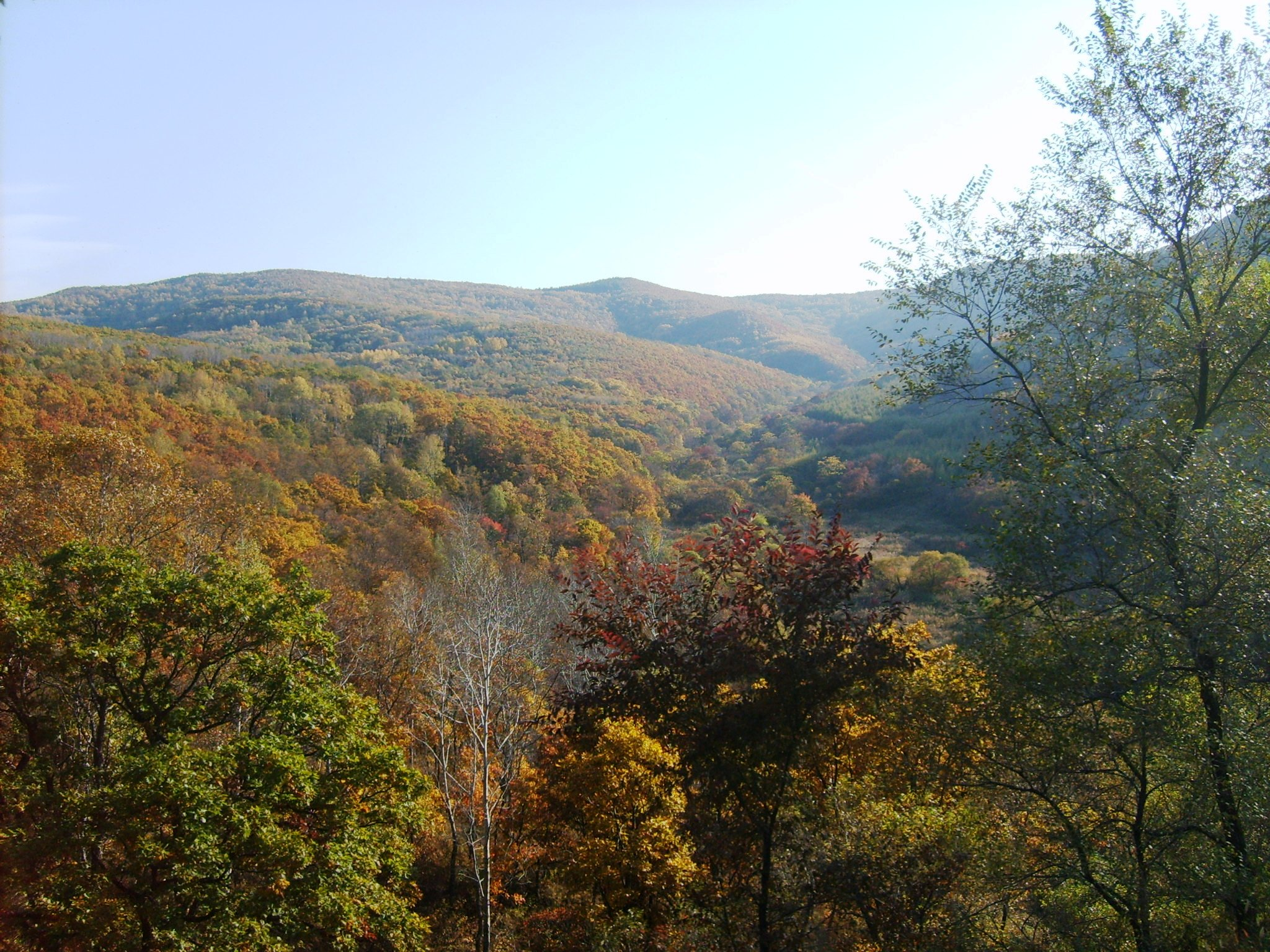
빈쑤이 철도를 따라서 보이는 가을날의 우화산 경치

하얼빈은 해발 127.95m, 쑤이펀허(绥芬河)는 해발 455.01m이며, 두 곳의 고도 차이는 327.06m이다. 가오링쯔역(高岭子站)은 638.73m의 해발 고도를 가지고 있으며, 빈쑤이 철도의 가장 높은 지점이다. 철도는 숭넨 평원에서 헤이룽장성 남동부의 산악 지대까지 이어지며, 러시아의 철도 건설에 첨단 터널 기술이 없기 때문에, 따라서 선로는 산 위에 지어진 것이 대부분이고 터널은 적다.
두차오(杜草) 터널 상행선은 1937년에 공사를 시작하여, 1942년에 완공되었으며, 총 길이는 3,849m로, 1949년 이전에는 중국에서 가장 긴 철도 터널이었다. 1949년 이후 빈쑤이선의 용량을 확장하기 위해 철도부는 두차오 터널을 건설하기로 결정했다. 건설은 1961년 4월에 시작되어, 1962년에 중단되었다. 1975년 5월 1일에 공사가 제게되어, 1978년 말에 완공되었으며, 총 길이는 3,900m이다. 이 터널은 빈쑤이 철도의 가장 긴 터널이다. 일제 점령시기에 지어진 두차오 하행 터널은, 단순한 시설로 인해 대형 기관차의 운행을 방해하였기 때문에, 1985년 9월에 재건되었고, 1988년 12월 21일에 운영을 재개했다.

## 삼림지선
러시아는 도로 건설의 권리 외에도, 벌목 권리와 철도를 따라 도로를 수리할 권리를 얻었다. 1906년 이래로 러시아의 상인들은 상지, 이몐포, 웨이허, 주장파오, 야부리 등의 삼림 철도 지선을 총 146 킬로미터에 5개로 건설했다. 스터우허쯔, 미펑에서와 야부리에서 처우숭(臭松) 도랑 및 기타 장소도 복구되었다.
웨이허 삼림철로는 총 길이가 193km인 가장 보존이 잘 된 선로 중 하나로, 중화인민공화국 설립 후, 웨이허 삼림철도는 웨이허 임구(苇河林区) 지역의 중요한 교통 통로가 되었다. 2003년까지 지역 산림 생태 환경을 보호하기 위해, 중국은 벌목 금지와, 웨이허 삼림 철도의 철거를 발표했으며,8km 미만의 구간 만이 관광 사업 개발을 위해 유보되었다.철도가 철거되기 전에는 국내외의 철도 동호인들에게 종종 매력을 느꼈다.

## 교차 철도
- 하얼빈역 : 빈저우 철로, 빈베이 철로, 하다 철로, 라빈 철로
- 미펑역 : 미펑 철로
- 상지역 : 상린 철로
- 이몐푸역 : 이린 철로
- 주장파오역 : 주린 철로
- 웨이허역 : 웨이야 철로, 웨이린 철로
- 신싱역 : 위츠 철로
- 스터우허쯔역 : 스터우허쯔 철로

1야부리역 : 야린 철로 (러우산), 야린 철로 (린산 임장), 야린 철로 (수광 임장), 야린 철로 (바오싱 임장), 처우쑹거우 철로
- 아오터우역 : 훠룽거우 철로
- 무단장역 : 무자 철로, 무투 철로, 다무 철로
- 샤청쯔역 : 청지 철로
- 쑤이양역 : 쑤이둥 철로
- 쑤이펀허역 : 중국을 나간후 러시아의 블라디보스토크에서 시베리아 횡단철도와 연결됨.

## 연혁
- 1897년 8월 28일: 본선의 건설은 현재의 둥닝 현에서 시작됨. 건설당시 궤도간격은 1524mm였음.
- 1900년 3월과 10월 사이 의화단운동으로 철로가 파괴되고 건설이 중단됨.
- 1901년 본선전체가 개통됨. 11월 14일 임시영업이 개시됨.
- 1903년 7월 14일 동청철도가 전체가 개통됨.
- 1935년 3월 만주국이 소비에트 연방으로부터 동청철도를 구입함.
- 1936년 6월 17일 궤도간격을 표준궤로 변경함.
- 1939년 남만주철도에 의하여 뚱먼역(東門驛)과 이미엔포역(一面坡驛) 구간의 복선화공사가 진행되고 1942년에 완성됨.
- 1940년 남만주철도에 의하여 까오링쯔역(高嶺子驛) 부근에서 선로이설공사가 실시되어 이듬해 완성됨. 이 결과 구노선은 까오링쯔선(高嶺子線)으로 분리됨.
- 1945년 8월부터 소련군에 의하여 궤도간격변경공사가 개시됨.
- 1946년 4월 '동북민주연합군'에 의하여 궤도간격변경공사가 중단됨. 같은 해에 동북행정위원회의 결정에 의하여 시앙팡역(香坊驛)과 야뿌리역(亞布力驛) 구간이 단선으로 되어 철거된 궤도는 다른 철도의 노선의 복구에 활용됨.
- 1958년부터 하얼삔역과 무단장역 구간의 복선화가 추진됨.
- 2004년 제5차 운행도표의 개정에 의하여 서리툰역(舍利屯驛), 빠이마오쯔역(白帽子驛) 등의 역이 폐지됨.

## 안중근의사
블라디보스톡역 및 우수리스크역 그리고 포그라니치니역을 지나 빈쑤이 철도선의 쑤이펀허 ~ 하얼빈 역은 이토 히로부미를 사살한 안중근의사의 행적으로도 잘 알려져있다.

## 같이 보기
- 만주횡단철도
- 시베리아횡단철도